# Arculfe

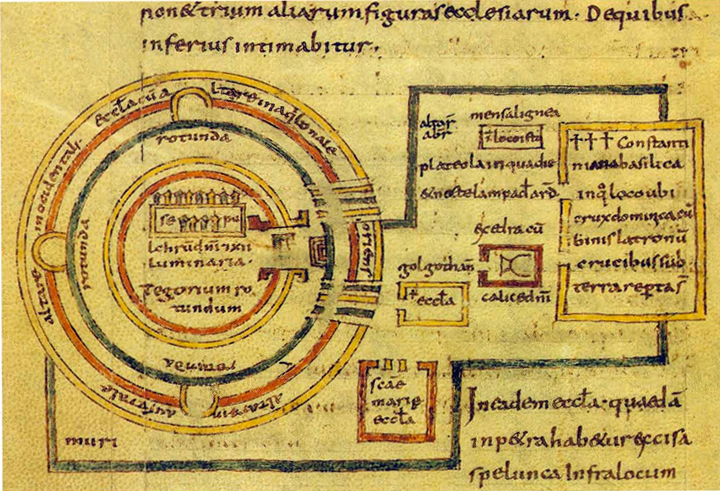
Plan de l'église du Saint-Sépulcre selon la description de l'évêque Arculfe (Vienne, Bibliothèque nationale autrichienne, cod. 458, IXe siècle)

Arculfe serait un évêque franc parti en pèlerinage en Terre sainte dont l'abbé irlandais Adomnan d'Iona évoque le témoignage dans son traité De locis sanctis composé entre 679 et 688.

## Identification
Ce personnage est complètement inconnu par ailleurs, et son nom même (en latin Arculfus) n'est pas autrement attesté. L'abbé Adomnan allègue son témoignage de manière insistante dans son traité (notamment au début et à la fin), mais donne très peu d'informations sur lui. D'autre part Bède le Vénérable, dans son Histoire ecclésiastique du peuple anglais (V, § 15), parlant incidemment d'Adomnan et de son traité, évoque en une phrase le voyage d'Arculfe (dont il orthographie le nom Arcuulfus), avant de donner dans les § 16 et 17 un résumé de l'ouvrage.
En introduction à son traité, l'abbé Adomnan présente sa source : « Arculfe, saint évêque, Gaulois de nation », qui aurait passé neuf mois à Jérusalem et qui, « informateur véridique et digne de foi », lui aurait fait un « récit fidèle et indubitable » qu'il aurait pris soigneusement en note. On n'en saura pas plus de l'informateur, dont le nom est simplement rappelé ensuite à nombre d'endroits du texte (86 fois), comme en III, 4 (« Arculfe, le saint homme qui nous a raconté tout cela sur la croix du Seigneur, qu'il a vue de ses propres yeux et qu'il a baisée ») ou à la fin (« Je supplie les lecteurs de ce bref livre d'implorer la clémence divine pour le saint prêtre Arculfe qui, après avoir visité les Lieux saints, a eu la bonté de me dicter son témoignage »).
Bède le Vénérable, qualifiant Arculfe d'« évêque des Gaules », précise qu'au retour de son voyage le navire où il était embarqué fut jeté par une tempête sur la côte occidentale de la (Grande-)Bretagne, et qu'après bien des péripéties (« post multa ») il rencontra l'abbé Adomnan à qui il put apporter son témoignage sur les Lieux saints.
On ignore quel était le siège de cet évêque Arculfe, et ce fait étonnant a attiré l'attention de plusieurs historiens : Adomnan présentant Arculfe, de façon très appuyée, comme le garant indubitable de ce qu'il rapporte, il aurait été dans le sens de son propos de l'identifier plus précisément. Une tradition récente et peu étayée fait d'Arculfe un évêque de Périgueux. Les circonstances relatées très vaguement par Bède de la rencontre d'Arculfe et d'Adomnan ne laissent pas non plus de surprendre : elles paraissent supposer un voyage de retour d'Arculfe par le détroit de Gibraltar et l'Atlantique, non autrement attesté à ces époques ; et la tempête déportant le navire jusqu'à la côte occidentale de la Grande-Bretagne inspire également du scepticisme à certains historiens. Plusieurs auteurs des dernières décennies ont mis en doute l'existence réelle de cet Arculfe.

## LeDe locis sanctis

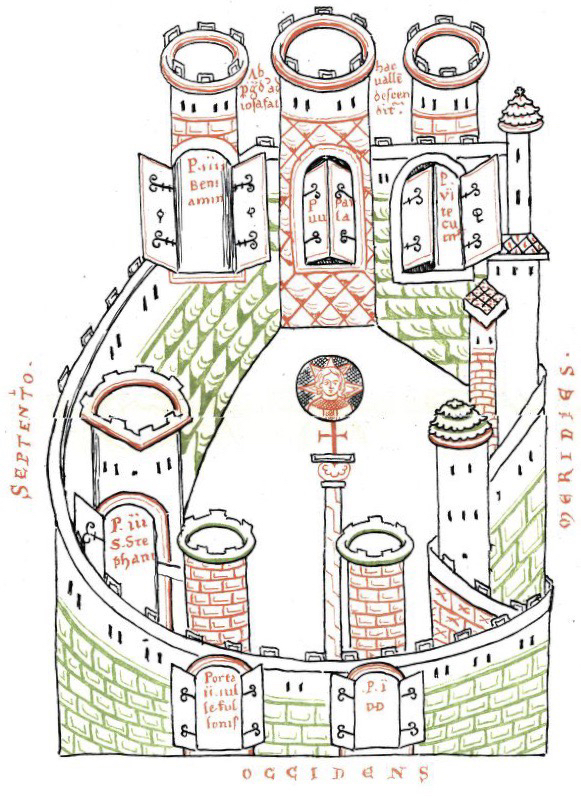
Carte des lieux saints chrétiens de Jérusalem (vers 680)

Un point qui paraît faire consensus aujourd'hui, c'est que le De locis sanctis est avant tout une œuvre de l'abbé Adomnan d'Iona (y compris dans la langue du texte, qui est du latin « insulaire ») : même si un « Arculfe » a réellement existé, il n'est au plus qu'une des sources de la matière de l'ouvrage. 
Celui-ci est composé de trois livres : le premier décrit Jérusalem et notamment le Saint-Sépulcre et les saintes reliques, dont un Saint-Suaire (sans raconter le voyage aller d'Arculfe) ; le second passe en revue les Lieux saints de Palestine en-dehors de Jérusalem, puis les villes de Damas, Tyr et Alexandrie dans les trois derniers chapitres (§ 18, 19, 20) ; le troisième traite de la ville de Constantinople, où Arculfe est dit avoir séjourné plusieurs mois venant d'Alexandrie, et raconte notamment trois miracles, deux concernant une image de saint Georges à Diospolis, un concernant une icône de la Vierge, qu'Arculfe aurait entendus de la bouche d'habitants de la capitale impériale. Le livre III se termine par l'évocation assez inattendue d'un « Mont Vulcain » crachant le feu en permanence qu'Arculfe aurait « vu de ses propres yeux » à douze milles à l'est de la côte de la Sicile.
On a relevé des erreurs et des contradictions dans le récit, des monuments mal situés. On a également souligné que nombre des descriptions correspondent en fait à des réalités bien antérieures à l'époque, ce qui exclut qu'elles proviennent d'un témoin contemporain. Certains éléments, d'autre part, comme les récits de miracles, sont des lieux communs de l'hagiographie de l'époque, dont on retrouve des équivalents très proches dans d'autres textes.
Le texte évoque au passage, à deux reprises (II, 26 et 27), un solitaire nommé Pierre, originaire de Bourgogne, qui quitta momentanément son ermitage pour accompagner Arculfe dans son circuit à Nazareth et au Mont Thabor.

## Postérité
Bède le Vénérable, en plus d'un bref résumé dans l’Histoire ecclésiastique du peuple anglais (V, § 16-17), a réalisé vers 702/703 une réécriture du texte de l'abbé Adomnan, dont il jugeait le style « embarrassé » (laciniosus). Son De locis sanctis est très proche du premier, mais le « personnage » d'Arculfe disparaît presque complètement (mentionné deux fois au lieu de 86 fois chez Adomnan) ; il a d'autre part emprunté quelques éléments à saint Jérôme et à l'Epistula ad Faustum presbyterum de situ Hierosolymæ attribuée à Eucher de Lyon.
Le De locis sanctis original d'Adomnan est conservé dans treize manuscrits (contre environ deux cents pour la version de Bède). Les plus précieux sont des manuscrits très anciens où le texte est accompagné de plans : Berne, Bibliothèque cantonale, Ms. 582 (IXe siècle) ; Paris, BnF, Ms. lat. 13 048 (IXe siècle). Celui qui est considéré comme le plus ancien est un manuscrit Cotton de la British Library (VIIIe – IXe siècle), mais il a été fortement endommagé lors de l'incendie de la collection Cotton en 1731 et les illustrations manquent. Le texte a été édité pour la première fois par Jacob Gretser (Adamanni Scoto-Hiberni abbatis celeberrimi de situ Terræ sanctæ et quorumdam aliorum locorum ut Alexandriæ et Constantinopoleos libri tres, Munich, Hertsroy, 1619).

## Éditions du texte
- Patrologia Latina, vol. 88, col. 779-814.
- Denis Meehan (éd., trad.), Adamnan's De locis sanctis (texte critique de L. Bieler et traduction anglaise), Scriptores Latini Hiberniæ 3, Dublin, The Dublin Institute for Advanced Studies, 1958.
- Ludwig Bieler (éd.), Adamnani De locis sanctis, dans Itineria et alia Geographica, Corpus Christianorum, Series Latina 175, Turnhout, Brepols, 1965, p. 175-234.